# Purnananda
Purnananda, swami guru Purnananda Paramahansa (dewanagari स्वामी गुरु पूर्णानन्द परमहंस, trl. svāmī guru pūrṇānanda pāramahaṃsa, tłum. pūrṇānanda=całkowita błogość) (ur. 14 września 1834 w Indiach, zm. 29 kwietnia 1928) – indyjski nauczyciel duchowy z nurtu jogi o nazwie adźapajoga. Założyciel i pierwszy guru tej tradycji. W przypadku Guru Purnanandy tytuł swami jest formą grzecznościową stosowana wobec świętych i guru nieprzynależących do żadnej z dziesięciu tradycji swamich daśanami.

## Życiorys

### Okres przed wizytą w Siddhaśramie
Ojcem Puranandy był właściciel ziemski i lekarz praktykujący medycynę ajurwedy Sanaram Das, a jego matką była Alka Sundari. Urodził się w małej wsi Maligram w dystrykcie Faridpur w Bengalu Wschodnim, obecnym Bangladeszu. Ponieważ urodził się 14 września, a w tym czasie w Indiach kończy się pora monsunów nadano mu imię Basanta. Basanta (lub Vasanta) oznacza jeden z sześciu rytu (dewanagari ऋतु, trl. ṛtu, ang. Ritu, tłum. sezon) czyli hinduskich pór roku odpowiadający pogodowo polskiej wiośnie. Po studiach na uniwersytecie w stolicy dystryktu Faridpur objął posadę dyrektora szkoły w mieście Radźszahi (ang. Rajshahi). W poszukiwaniu wiedzy duchowej dołączył do hinduskiego ruchu reformatorskiego Brahma Dharma. Będąc osobą dobrze wykształconą i bardzo elokwentną stał się bardzo popularny w tym reformatorskim ruch. Podczas jednego ze spotkań, w którym oprócz dużej ilości słuchaczy brała również udział grupa sadhu, Basanta spotkał świętego o imieniu Urd Bahu, który swoje ręce trzymał zawsze nad głową. Basanta był pod wielkim wrażeniem duchowej wiedzy Urd Bahu. Poprosił go o udzielenie dikszy, ale Urd Bahu odmówił mu wskazując na Swamiego Brahmanandadźi z Sunderban w Bengalu, jako osobę, która będzie mogła udzielić mu inicjacji. Basanta dotarłszy do Sunderban poprosił tego samozrealizowanego guru o dikszę, ale ten poinstruował go, że jeżeli poszukuje prawdziwego pokoju to może go znaleźć tylko w wielkim, legendarnym, a zarazem sekretnym Siddhaśramie w tybetańskiej części Himalajów.

### Droga do Siddhaśramu
Basanta po otrzymaniu od Swami Brahmanandadźi dokładnych wskazówek i map jak dotrzeć do Siddhaśramu udał się do domu celem przegotowania się do podróży swojego życia. Około roku 1858 wyruszył z domu i udał się pieszo do miasta Dardżyling, co zajęło mu około miesiąc. Po krótkim odpoczynku skierował się w kierunku granicy z Nepalem. Po drodze, jeszcze w Indiach, zatrzymał się nad rzeką w miejscu gdzie można było wziąć kąpiel. Tam spotkał mężczyznę – Pramanat Mukerdźi w skrócie Pramod, który szedł w góry Tybetu w poszukiwaniu Siddhaśramu. Był on w bardzo złej kondycji i Basanta zaopiekował się nim. Podróżując razem dotarli do granicy, ale ze względu na to, że nie posiadali dokumentów nie zostali wpuszczeni do Nepalu. Jednakże, raz do roku wszyscy sadhu bez względu na posiadanie lub nie posiadanie dokumentów mogli wejść do Nepalu na święto Śiwy zwane Śiwaratri. Celem pielgrzymek wpuszczanych sadhu była (i nadal jest) słynna świątynia Śiwy zwana Świątynią Paśupatinath w Katmandu. Po około tygodniu oczekiwania na granicy i kilku dniach pieszej podróży Basanta wraz z Pramodem dotarli do Katmandu i zatrzymali się w pobliżu świątyni Paśupatinath. Podczas uroczystości natknęli się na księżniczkę Nepalu – Śrimati Kanak Prabha, która wskazała im drogę do małego miasteczka Lama Bazaar, które znajdowało się w Nepalu, w pobliżu granicy z Tybetem. Basanta obiecał księżniczce, że w drodze powrotnej z Siddhaśramu spotka się z nią ponownie i udzieli jej dikszy.
Gdy Basanta wraz z Pramodem dotarli do Lama Bazaar właśnie odbywała się tam wielka mela – święto podobne do wielkiego pchlego targu. Pragnęli spotkać tam sadhu z którymi mieli odbyć dalszą drogę do Siddhaśramu. Niestety z powodu oczekiwania na granicy indyjsko-nepalskiej spóźnili się o około cztery dni. Byli zrozpaczeni tą sytuacją, ponieważ następne takie spotkanie było możliwe na kolejnej meli dopiero za rok. Chociaż wiedzieli jak trudno jest przetrwać surową tybetańską zimę wysoko w górach, to byli jednak tak zdeterminowani, że pozostali w Lama Bazaar przez cały rok. Po roku oczekiwania spotkali sadhu i przechodząc kolejne próby po około 21 dniach pieszej wędrówki w towarzystwie tych sadhu dotarli do Siddhaśramu.

### Siddhaśram
Siddhaśram głównie mieści się wewnątrz góry, ale istnieje również zewnętrzna część, którą stanowią drzewa, lasy i ogrody. Wejście stanowi brama składająca się z dwóch kolumn i sklepienie nad nimi.

W Siddhaśramie Basancie nadano imię Purnananda co oznacza „całkowita błogość”, a Pramodowi nadano imię Serwananda co oznacza „zawsze w błogości”. Powiedziano im, że dikszaguru (dewanagari दीक्षागुरु, trl dīkṣāguru, tłum. nauczyciel inicjujący/inicjacyjny lub guru udzielający inicjacji) zwie się Angira. Wychodzi on ze stanu samadhi raz na czterdzieści pięć dni, udziela dikszy i najważniejszych instrukcji dotyczących funkcjonowania aśramu. Śikszaguru (dewanagari शिक्षागुरु, trl śikṣāguru, tłum. nauczyciel duchowy lub guru zajmujący się edukacją) to Ryszi Matang. Udziela on instrukcji i nauk oraz kieruje aśramem. Brahmarszi Angira po udzieleniu dikszy i kilku kluczowych instrukcji, a powraca w samadhi. W kilka dni po wejściu do Siddhaśramu, które spędzili na zwiedzaniu tego miejsca i słuchaniu nauk Rysziego Matanga, Brahmarszi Angira wyszedł ze stanu samadhi i udzielił inicjacji Purnanandzie (Basancie) i Serwanandzie (Pramodowi). Przez cztery lata obaj praktykowali kriję wchodząc w coraz dłuższe, nawet piętnastodniowe, okresy samadhi. Gdy nie praktykowali kriji Ryszi Matang udzielał im bardzo długich wićarów (dewanagari विचार, trl. vicāra, ang. Vichar, tłum. duchowa dyskusja, rozprawa) czyli nauk duchowych.
Pewnego dnia w szóstym roku pobytu w Siddhaśramie weszli oni potajemnie do jaskini Brahmarsziego Angiry, by praktykować kriję. Podczas robienia kriji Purnananda zobaczył w swoim umyśle cierpiących w Indiach ludzi. Przyszła mu do głowy myśl aby im pomóc. Pomyślał, że ta sadhana – ta adźapa powinna być rozpowszechniona w Indiach by pomóc cierpiącej ludzkości. To doświadczenie pochodziło od Brahmarsziego Angiry, ponieważ ich misją było przekazanie tej wielkiej wiedzy światu. W kilka dni po tym wydarzeniu Ryszi Matang wezwał ich i powiedział: „teraz musicie odejść, by spełnić swoją misję, to jest wasza dakszina. Teraz idźcie na świat i rozpowszechniajcie tę wiedzę”. Otrzymali również wiele instrukcji dotyczących ich misji. Jedną z nich było utworzenie przez Purnanandę aśramu w stanie Asam potocznie zwanego dziś Kalipur Aśram (nie jest to pierwszy aśram utworzony przez Purnanandę).
Po ponad pięciu latach pobytu w Siddhaśramie, około roku 1866 Purnananda i Serwananda opuścili to święte miejsce i udali się w drogę powrotną z misją szerzenia tej sadhany zwanej adźapajogą we współczesnym świecie.

### Po opuszczeniu Siddhaśramu
Droga powrotna rozpoczęła się od powrotu do Lama Bazaar. Tam natknęli się na bardzo chorego człowieka o nazwisku Dźesti Ćaran. Był on jednym z tych, którzy w poszukiwaniu prawdziwego pokoju pragnęli dotrzeć do Siddhaśramu. Niestety stan jego zdrowia nie pozwalał mu na to. Purnananda widząc determinację tego człowieka uczynił go swoim pierwszym uczniem udzielając mu inicjacji i ucząc techniki adźapy.

Przechodząc przez Nepal, zgodnie z wcześniejszą obietnicą Purnananda spotkał się z księżniczką Nepalu i udzielił jej inicjacji. Przez kolejne lata Purnananda i Serwananda przewędrowali prawie całe Indie, byli również w dzisiejszym Bangladeszu i Pakistanie oraz w Birmie, Afganistanie i azjatyckiej części Rosji. Wszędzie nauczali techniki adźapy unikając jakiegokolwiek rozgłosu. Podczas swoich wędrówek natrafili na chorego na trąd mężczyznę, który ze względu na swoją chorobę został przez swoją rodzinę wyrzucony z domu. Przez kilka miesięcy leczył go ziołami, masował, karmił, dbał o niego jakby był jego synem. Po 6 miesiącach trędowaty całkowicie powrócił do zdrowia. Gdy mężczyzna już w pełni zdrowia powrócił do rodzinnego domu, to jego rodzina była tak bardzo szczęśliwa, że nie tylko przyjęli dikszę od Guru Puranandy, ale również ufundowali w Bhenodpur w Bangladeszu aśram. Był to pierwszy aśram Guru Purnanandy. Nie było tam żadnych latryn, łazienek, czy moskitier. Rozmawianie było zabronione, a jedynym pożywieniem w ciągu dnia były owoce, woda i jedno gotowane warzywo.
16 sierpnia 1886 roku Purnananda i Serwananda uczestniczyli w mahasamadhi Śri Ramakryszny Paramahansy. Związki pomiędzy Purnanandą i Ramakriszną były bardzo bliskie. Byli bliskimi przyjaciółmi, a żona Ramakriszny była uczennicą Guru Purnanandy. Przez około 25 lat Purnananda i Serwananda wędrowali nauczając adźapy, lecząc i pomagając ludziom będącym w potrzebie. Jednakże w ciągu tych lat wielokrotnie dochodziło pomiędzy nimi do nieporozumień związanych z innym pojmowaniem danej im przez Brahmarszich misji. W końcu ich drogi się rozeszły. Serwananda poszedł na zachód i być może dotarł nawet do Europy.

## Misja
Po około 25 latach od opuszczenia Siddhaśramu Guru Purnananda przybył ponownie do aśramu Swami Brahmanandadźi. Po długich rozmowach prowadzonych z Brahmanandadźim, Purnananda postanowił porzucić dotychczasowe życie samorealizowanego sadhu i rozpocząć nauczanie adźapy jako osoba wysoko wykształcona. Brahmanandadźi zasugerował aby Purnananda zaprzestał swoich wędrówek i podjął się pracy w szkole. Krótko po wyjeździe z aśramu, Guru Purnananda znalazł pracę jako dyrektor szkoły w małym miasteczku Dharoda, które było usytuowane w pobliżu jego aśramu w Bhenodpur w Bangladeszu.
W krótkim czasie po objęciu posady dyrektora szkoły, do Purnanandy zaczęli przyjeżdżać intelektualiści z różnych części Indii, by spotkać się z nim i rozmawiać o istocie pism świętych, dostrzegając w nim osobę rozumiejącą istotę tych pism. W nadzorowanej przez siebie szkole Purnananda uczył młodzież nauk duchowych, a dodatkowo wprowadził naukę o adźapie i medytację opartą na technice adźapy.
Przez kolejne lata Guru Purnananda w ten sposób propagował technikę adźapajogi. Pragnieniem Purnanandy było utworzenia dużego aśramu w którym znaleźliby schronienie nie tylko jego uczniowie, ale również sieroty i wdowy. Uczniowie, mieszkający w Ćottogram (stara nazwa to Chittagong) w Bengalu Wschodnim obecnym Bangladeszu, wiedząc o tym starali się pomóc swojemu Guru znaleźć miejsce na ten aśram. Około roku 1899 Guru Purnananda znalazł kawałek ziemi o powierzchni około 109 akrów, który bardzo jemu odpowiadał swoim położeniem na aśram. Z pomocą urzędnika ziemskiego o nazwisku Dźagat Das z Chittagong, Purnananda wszedł nieodpłatnie w posiadanie tej ziemi. W dowód wdzięczności dla tego człowieka swojemu aśramowi nadał nazwę Dźagatpur Aśram (ang. Jagatpur Ashram). Pełna nazwa aśramu to: Shri Purnanand Ajapa Yoga Sansthan (22°27′59″N 91°58′42″E/22,466389 91,978333). Aśram ten funkcjonuje do dziś. W pobliżu aśramu znajduje się szkoła, która rocznie kształci około 200 uczniów.
W ostatnich latach swojego życia Purnananda pojechał z wizytą do jednego ze swoich uczniów, który mieszkał w Guwahati w stanie Asam. Pamiętał on o instrukcji, którą otrzymał, gdy opuszczał Siddhaśram. Riszi Matang poinstruował go, by wybudował aśram w stanie Asam zanim skończy się jego misja. Zostało mu dokładnie opisane położenie miejsca, w którym powinien stać aśram. Riszi Matang opisał to tak „nad rzeką Brahmaputrą, w gęstym lesie jest kamień”. Przebywając w Guwahati postanowił odnaleźć to miejsce i założyć tam aśram. W poszukiwaniach tego miejsca pomagał mu urzędnik do spraw ziemskich o nazwisku Kalipad. Na podstawie map w przybliżeniu określili opisane przez Purnanandę miejsce i udali się tam. Dotarli na skraj bardzo gęstej dżungli. Guru Purnananda powiedział Kalipadowi „zostań tutaj, ja pójdę dalej i wrócę”. Wieczorem Kalipad będąc mocno zaniepokojony tym, że prawie dziewięćdziesięcioletni Guru nie wraca z dżungli zorganizował poszukiwania. Odnaleziono Purnanndę głęboko w dżungli siedzącego przy opisanym kamieniu i bardzo szczęśliwego z powodu dotarcia do miejsca wskazanego przez Risziego Matanga. Guru Purnananda z pomocą Kalipada nabył tę ziemię i wybudował tam istniejący do dziś aśram. Podobnie jak kiedyś Dźagatpur Aśram został nazwany na cześć Dźagat Dasa, tak i tym razem Purnananda w dowód wdzięczności za okazaną pomoc nazwał ten aśram: Kalipur Aśram. Podobnie jak w przypadku aśramu w Bangladeszu jego pełna nazwa to: Shri Purnanand Ajapa Yoga Sansthan (26°10′03″N 91°43′04″E/26,167500 91,717778).

## Znaczenie
Guru Purnananda Paramahansa powróciwszy z Himalajów rozpoczął współczesną tradycję adźapajogi. Tym samym stał się jej pierwszym przywódcą i duchowym mistrzem (guru) w epoce nowożytnej.
Wielokrotnie powtarzał, że współczesne czasy nie są dobre dla praktykowania tej ścieżki sadhany zwanej adźapajogą. Mówił, że współcześni ludzie, a była to druga połowa XIX wieku i pierwsza połowa XX wieku, nie są zainteresowani rozwojem duchowym, że są pochłonięci przez sprawy materialne współczesnego im świata. Jednakże przyjął na siebie "zasiania ziarna duchowej prawdy" dla podniesienia wibracji całej ludzkości. Tylko dzięki błogosławieństwu jego guru, oraz wielkiej determinacji Purnanandy współczesny świat XXI wieku może poznać adźapajogę i korzyści z niej płynące. Chociaż od mahasamadhi Purnanandy upłynęło niespełna 100 lat to w tym czasie duchowość ludzi obniżyła się gwałtownie i ludzie jeszcze bardziej pochłonięci są dobrami materialnymi nie zastanawiając się nad duchowym aspektem swojego życia. Współczesna adźapa przetrwała jednak próbę czasu i kolejni Guru tej tradycji nauczają kolejne pokolenia ludzi zainteresowanych duchowością techniki adźapajogi.
Następcą Guru Purnanandy był jego uczeń Panćan Ganguli znany jako Guru Bhumananda Paramahansa.

Guru Purnananda Paramahansa opuścił swoje ciało poprzez mahasamadhi w dniu 29 kwietnia 1928 roku. Mahasamadhi miało miejsce w Dźagatpur Aśram i tam spoczęło ciało Guru Purnanandy. W tym miejscu została wybudowana mała świątynia w której uczniowie celebrują codziennie o godzinie 9.30, 19.00 i o 3.00 (rano) gurupudźę (dewanagari गुरुपूजा, trl. gurupūjā, ang. Gurupuja, tłum. czczenie, wielbienie, ofiara, szacunek dla guru). W miejscu tym, według osób tam medytujących, panuje wspaniała atmosfera ułatwiająca medytacje w technice adźapajogi.